# Szpicruta

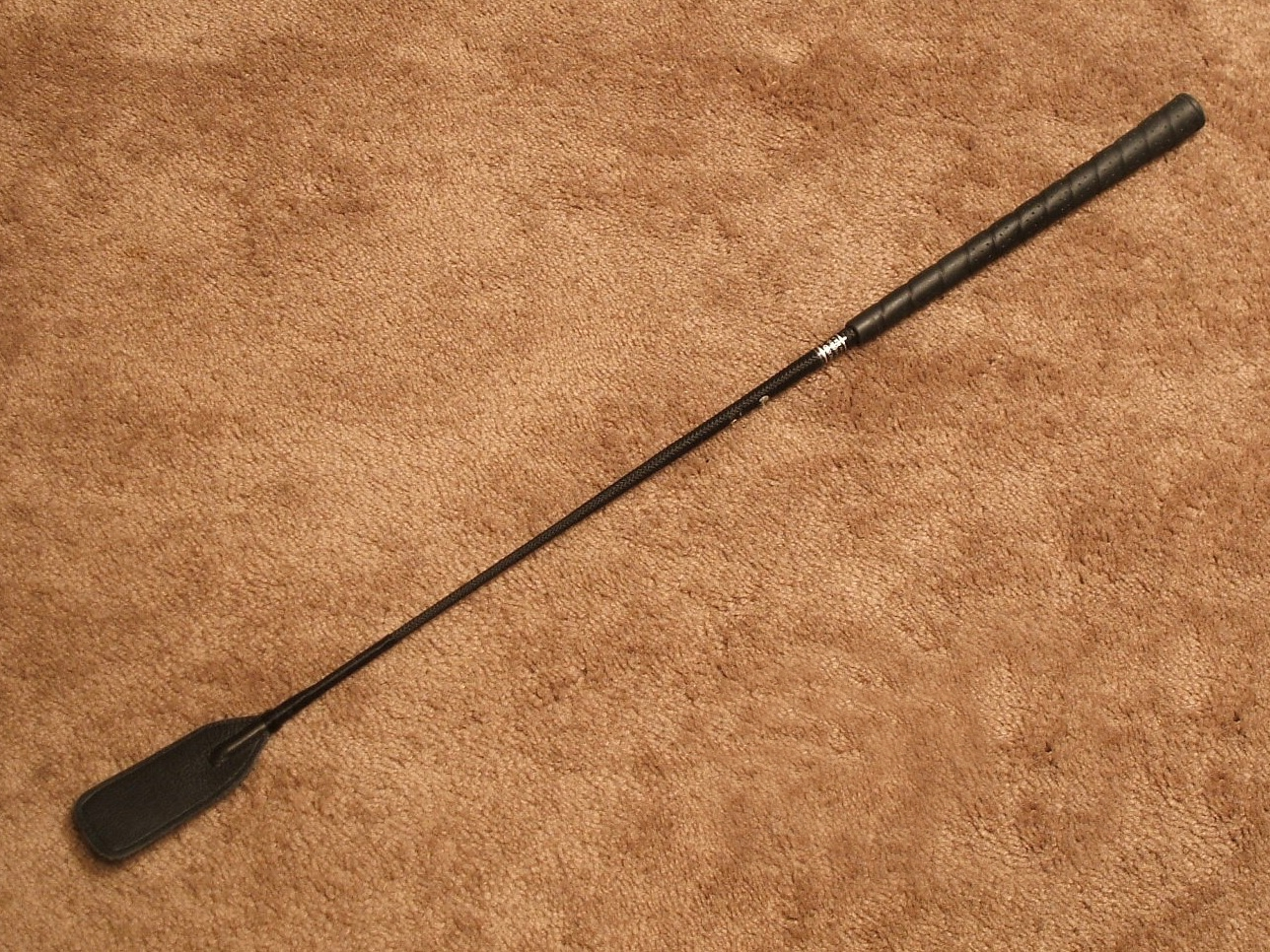
Szpicruta

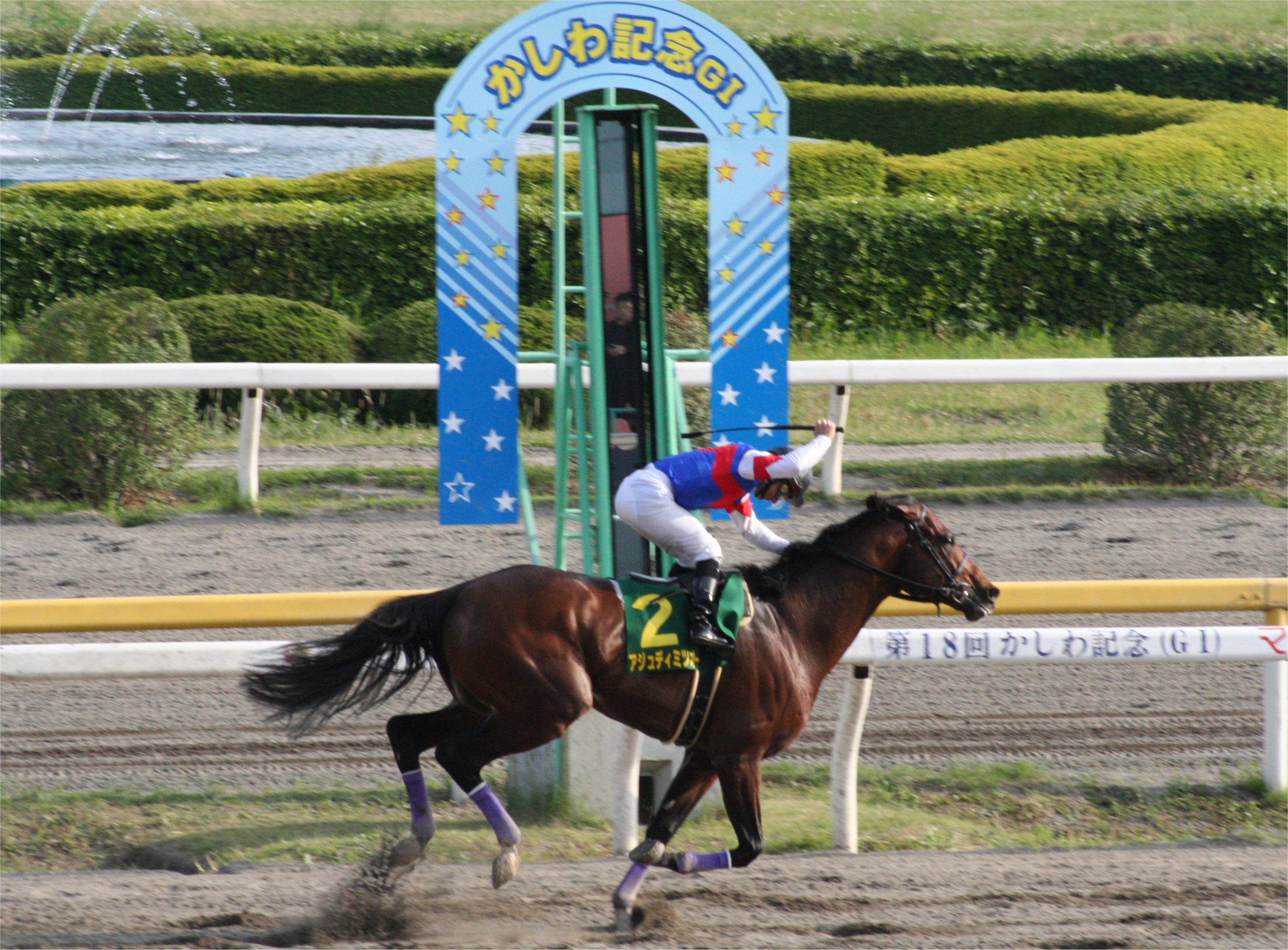
Dżokej poganiający konia szpicrutą

Szpicruta (także: palcat, pejcz) – rzemienna plecionka lub pręt pokryty skórą, służący jako pomoc jeździecka do poganiania konia. 
Szpicruta przykładana jest na łopatkę lub zad wierzchowca. Nie zalecane jest jej używanie tuż za łydką jeźdźca – na słabiźnie. Szpicrutę powinni stosować jeźdźcy, potrafiący już panować nad koniem za pomocą łydek i dosiadu.

## Etymologia
„Szpicruta” pochodzi od niemieckiego słowa Spießrute oznaczającego cienką, zaostrzoną gałąź służącą do walki, poganiania konia lub chłosty. Współcześnie niemieckim odpowiednikiem szpicruty jest słowo Gerte.
Słowo „palcat” pochodzi z języka węgierskiego, gdzie oznacza kij. Do języka polskiego palcat przeszedł jako pręt, laska. Z czasów współczesnych pochodzi użycie słowa „palcat” w znaczeniu pomocy jeździeckiej.